# Jungermannia tetragona
Jungermannia tetragona là một loài Rêu trong họ Jungermanniaceae. Loài này được Lindenb. mô tả khoa học đầu tiên năm 1848.